# Остен, Изак ван
Изак ван Остен, Исаак ван Остен (нидерл. Izaak van Oosten, Isaak van Oosten, Isaac van Oosten; 10 декабря 1613 — декабрь 1661) — фламандский живописец-пейзажист, мастер «кабинетных картин» малого формата. Работал главным образом в Антверпене.

## Биография
О жизни художника известно крайне мало. Он родился в Антверпене в семье торговца произведениями искусства с таким же именем, который в 1617 году стал мастером антверпенской Гильдии Святого Луки. Об учителях Изака ван Остена сведения отсутствуют.
Считается, что вначале он работал помощником в мастерской отца и поэтому не регистрировался в гильдии. Лишь в 1652 году, когда ему исполнилось тридцать девять лет, он стал мастером антверпенской гильдии Святого Луки, но проработал там всего около десяти лет.
Он скончался в Антверпене в 1661 году, не оставив потомства.

## Творчество
Ван Остен специализировался на пейзажах и небольших панно для обычных жилых помещений горожан, так называемых «кабинетных картинах». Его композиции пользовались спросом и включали все традиционные элементы антверпенской школы пейзажной живописи первой половины XVII века. На него сильно повлияли другие художники-пейзажисты, в частности Ян Брейгель Старший, и современные ему фламандские художники, такие как Александр Кейринкс, Лукас ван Уден и Ян Вильденс. На него также оказали воздействие поздние произведения Яна Брейгеля Младшего, которому иногда ошибочно приписывают его картины.
Его пейзажи просты, чаще с открытыми холмистыми пространствами, обычно заполненными прудом или дорогой и несколькими группами деревьев. В картинах Остена ощущается настроение спокойствия. Ровный, нежный свет распространяется по всей картине, и деревья, кажется, не тронуты ветром. Ряд его пейзажей имеют средиземноморский оттенок. Нет никаких свидетельств того, что ван Остен путешествовал по Италии, поэтому его итальянские пейзажи, скорее, вдохновлены картинами других художников.
Изак ван Остен регулярно возвращался к темам «Райского сада» и «Сотворения животных», темам, которые были введены во фламандское пейзажное искусство Яном Брейгелем Старшим. Эти темы позволили ему продемонстрировать навыки рисования различных видов животных — млекопитающих, рыб и птиц, а также сказочных существ, например единорогов. Он часто писал на меди, гладкая поверхность которой позволяла ему прорабатывать мельчайшие детали флоры и фауны.
Как это было принято в то время, он часто сотрудничал с художниками, специализировавшимися в разных жанрах и сюжетах. Считается, что во многих картинах ван Остена стаффаж писал Виллем ван Херп. Примером подобного сотрудничества являются две картины, посвящённые теме аллегорий «Четырёх элементов», над которыми ван Остен работал вместе с Питером ван Авонтом (для стаффажа) и, возможно, с Яном ван Кесселем Старшим (для животных и элементов натюрморта).
Работы ван Остена можно найти в коллекциях Уффици, Музея Прадо, Эрмитажа, Музея изящных искусств Орлеана, Музея изящных искусств Ренна, Музея искусств Толидо (США) и других.

## Галерея

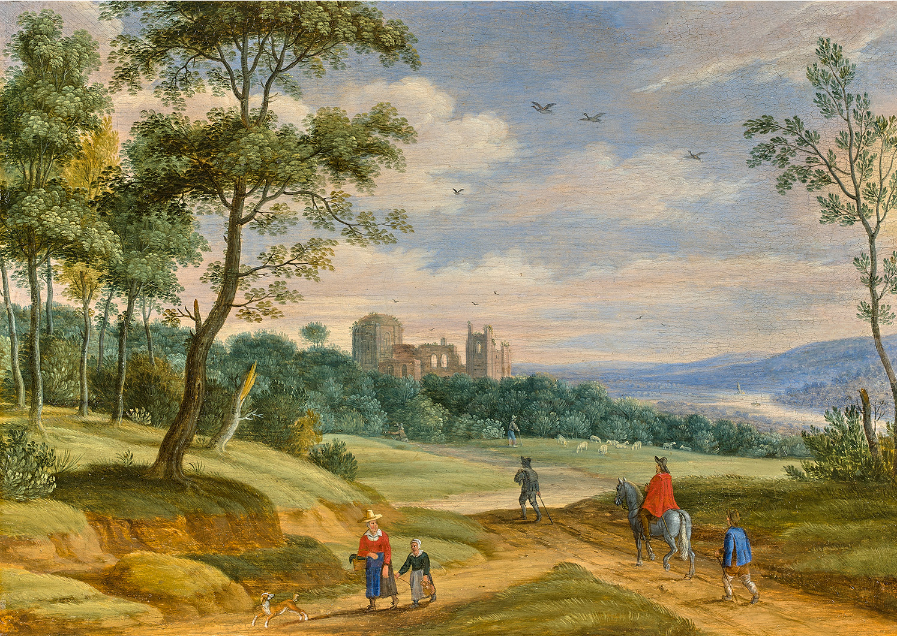
Пейзаж с руинами аббатства и фигурами. Дерево, масло. Частное собрание
Райский сад. Между 1655 и 1661. Холст, масло. Музей искусств, Толидо, Огайо, США
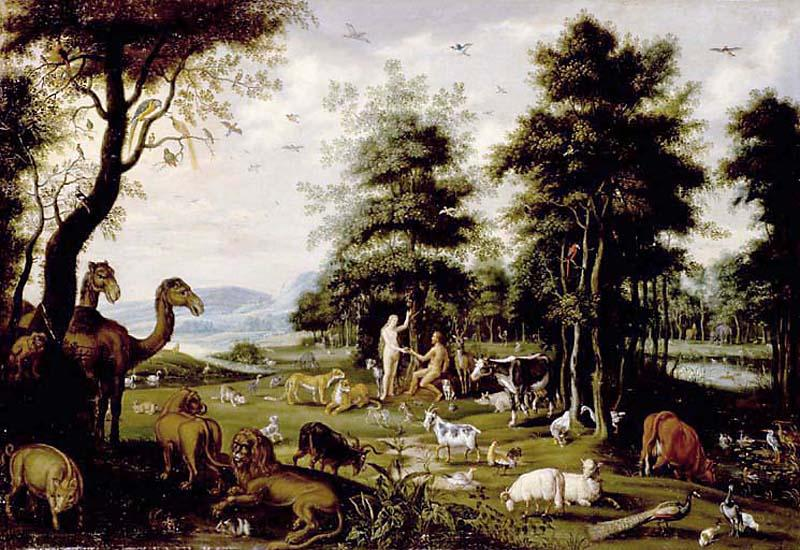
Небеса на земле. 1630-е. Холст, масло. Музей изящных искусств, Рен, Франция
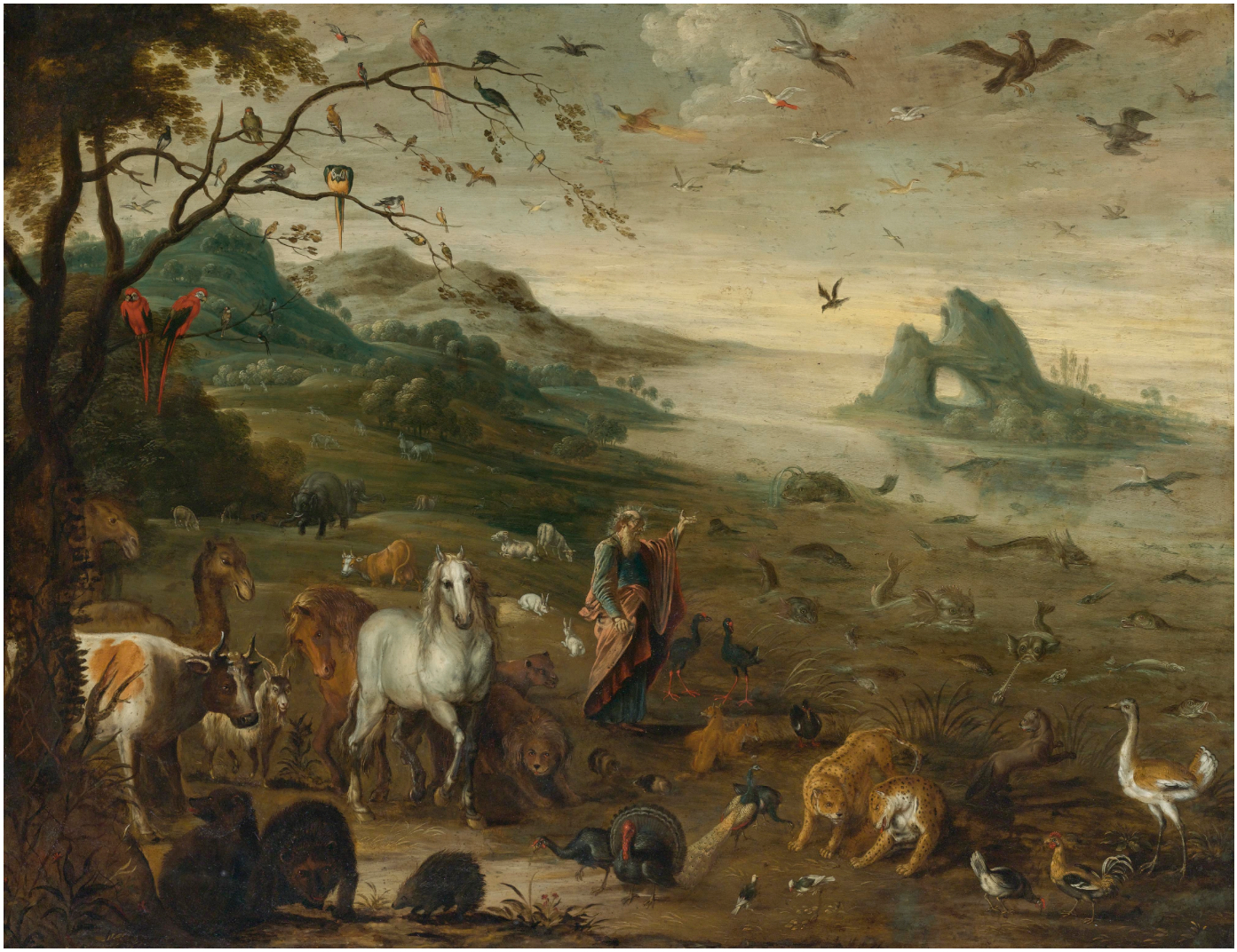
Бог, создающий тварей земных. Медь, масло. Частное собрание
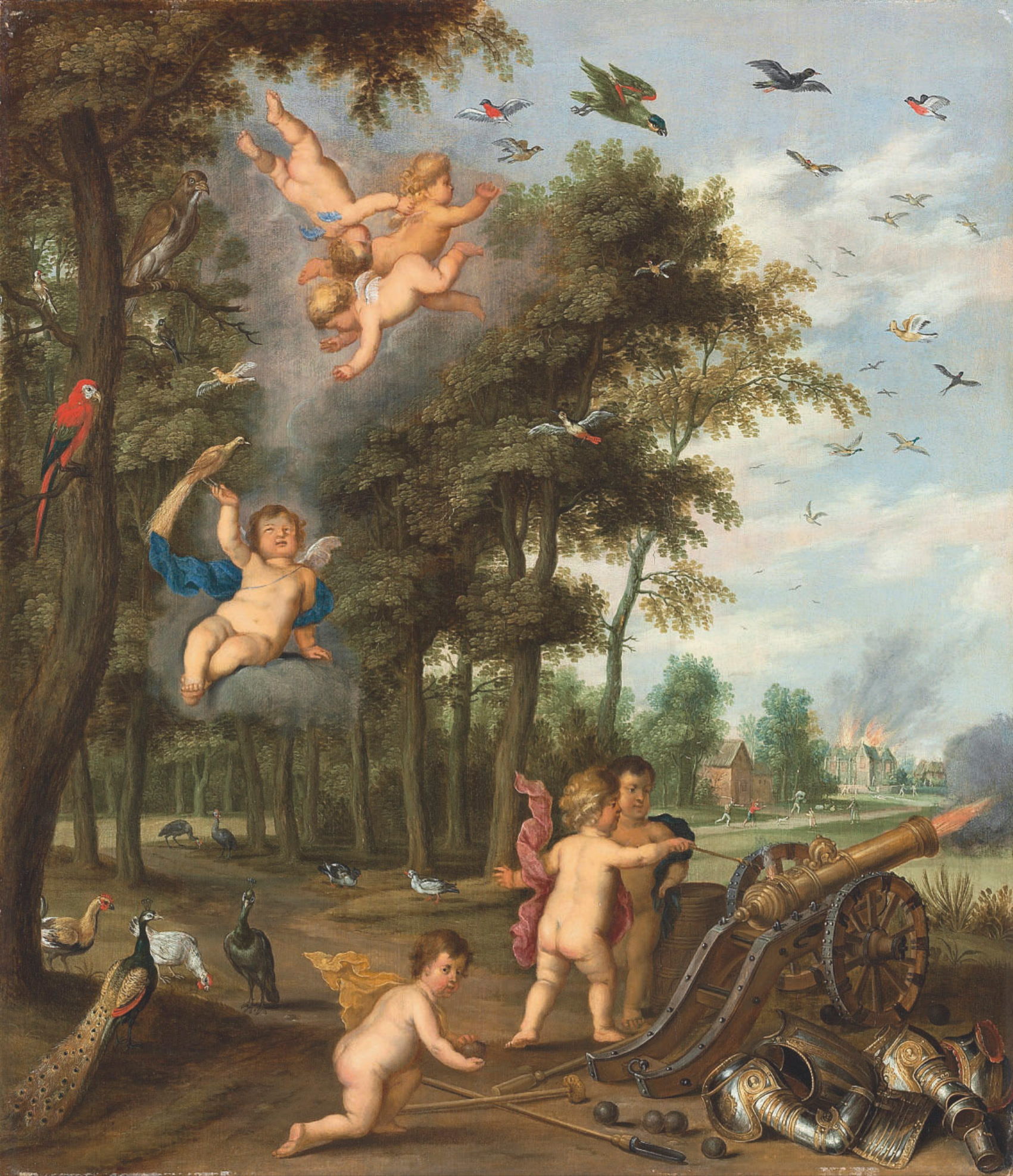
П. ван Авонт, И. ван Остен, Я. ван Кессель. Аллегория воздуха и огня. Из серии «Четыре элемента». Между 1641 и 1652. Дерево, масло. Частное собрание
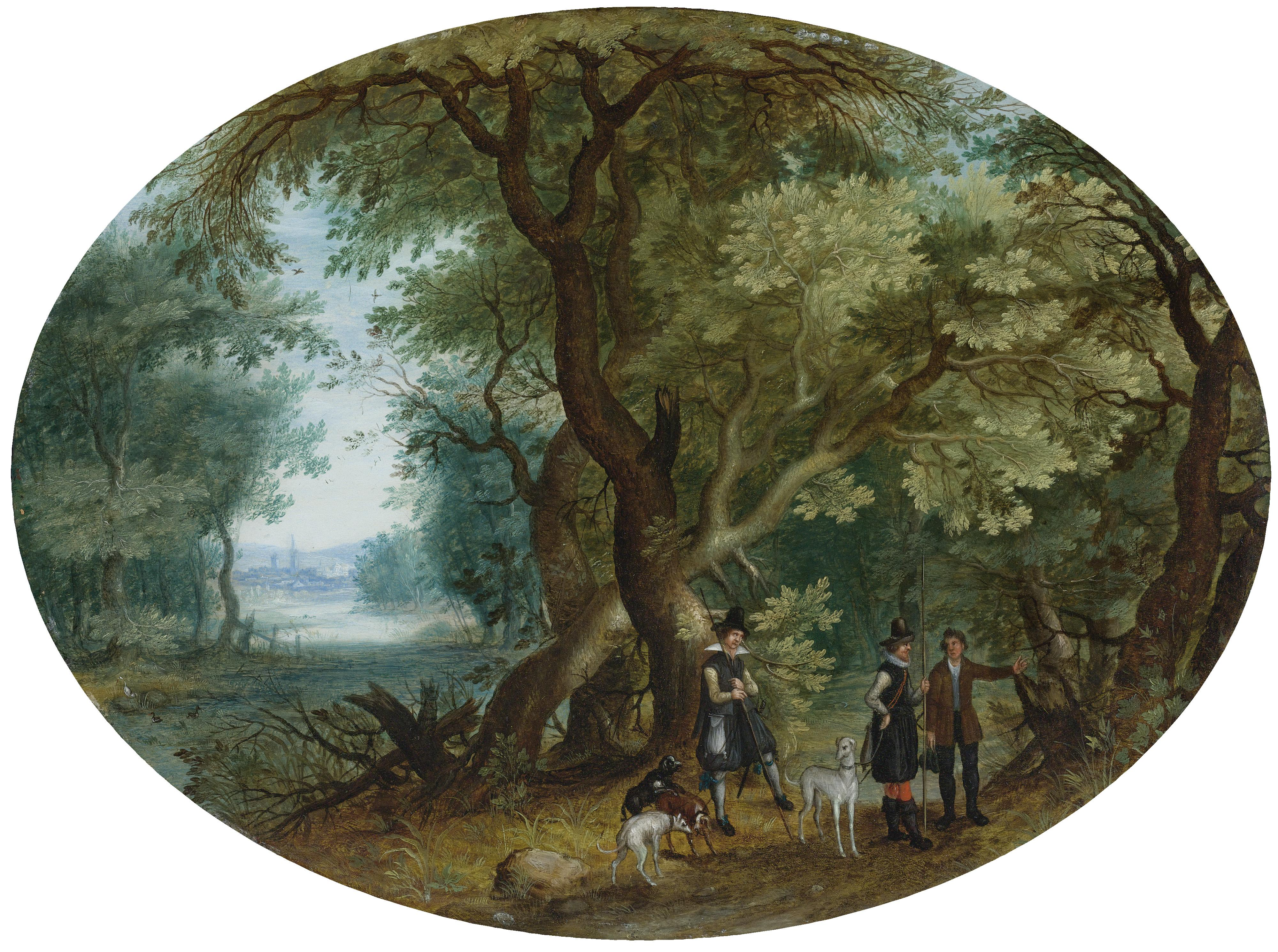
Охотники со своими собаками в лесу. Медь, масло. Частное собрание
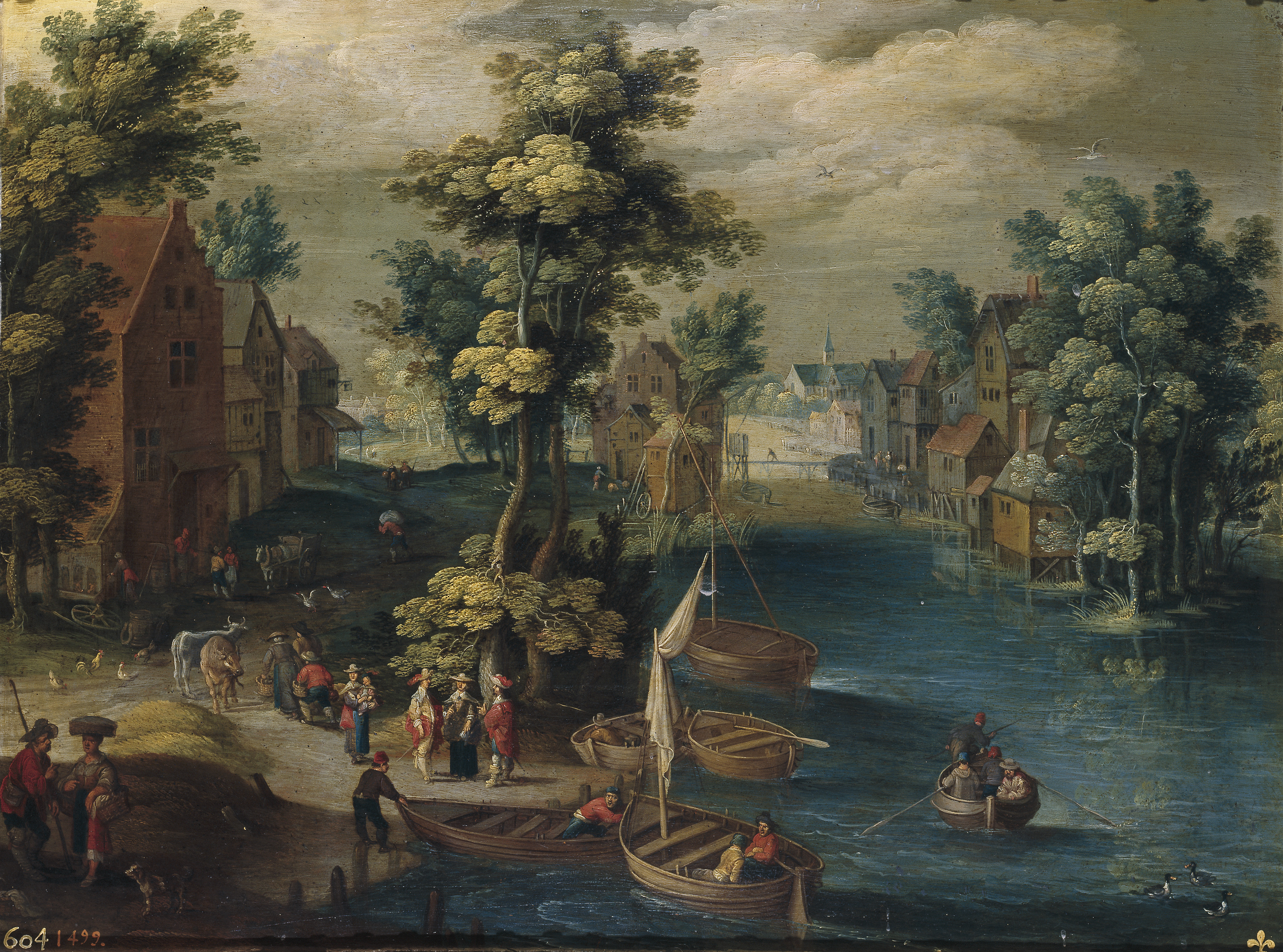
Пейзаж с лодками. Между 1652 и 1661. Медь, масло. Прадо, Мадрид